# ۱۵۲ (میلادی)
۱۵۲ (میلادی) صد و پنجاه و دومین سال تقویم میلادی است.

## درگذشتگان
‎